# Deba (település, Spanyolország)
Deba település Spanyolországban, Gipuzkoa tartományban. Deba Mutriku, Mendaro, Azkoitia, Azpeitia, Zestoa és Zumaia községekkel határos. Lakosainak száma 5399 fő (2024).

## Népesség
A település népessége az utóbbi években az alábbiak szerint változott:
| Lakosok száma | 5162 | 5259 | 5313 | 5408 | 5420 | 5450 | 5480 | 5459 | 5441 | 5399 |
|               | 2001 | 2004 | 2006 | 2009 | 2011 | 2014 | 2016 | 2019 | 2021 | 2024 |